# Rietveld Schröderhuis
Nhà Rietveld Schröder (tiếng Hà Lan: Rietveld Schröderhuis) (còn được gọi là Nhà Schröder) ở Utrecht được xây năm 1924 bởi kiến trúc sư Hà Lan Gerrit Rietveld cho bà Truus Schröder-Schräder và ba đứa con.
Bà ủy thác cho vị kiến trúc sư này và phương án tốt nhất được thiết kế là không có tường ngăn. Rietveld đã cùng làm việc với Schröder-Schräder để tạo nên ngôi nhà này. Ông phác thảo thiết kế đầu tiên cho tòa nhà nhưng Schröder-Schrader chưa hài lòng. Bà mường tượng ra một ngôi nhà không có sự liên kết và có thể tạo ra một kết nối giữa bên trong và bên ngoài. Ngôi nhà là một trong những ví dụ nổi tiếng nhất về kiến trúc De Stijl và được cho là tòa nhà De Stijl thực sự duy nhất trên thế giới. Bà Schröder đã sinh sống trong ngôi nhà này đến khi qua đời vào năm 1985. Ngôi nhà được khôi phục bởi Bertus Mulder và hiện là một bảo tàng mở cửa cho công chúng tham quan. Đây là một Di tích lịch sử Quốc gia được xếp hạng từ năm 1976, và một Di sản thế giới được UNESCO công nhận từ năm 2000.

## Kiến trúc
Cả bên trong và ngoài của nhà Rietveld Schröder là một sự phá vỡ triệt để tất cả các kiến trúc trước đó. Ngôi nhà hai tầng nằm ở Utrecht nằm cuối một dãy nhà cùng kiểu, nhưng nó không hề có kiến trúc liên quan đến các tòa nhà lân cận mặc dù có chung một bức tường với ngôi nhà liền kề. Mặt tiền của nó quay ra đường cao tốc được xây dựng vào những năm 1960.
Phía trong phòng khách của ngôi nhà Schroder không có một khu vực cố định nào, mà là một khu vực mở có thể thay đổi, có thể chia nhỏ ra bằng những vách ngăn trượt hay xoay. Tầng trệt vẫn có thể được gọi là truyền thống, phạm vi của nó nằm xung quanh cầu thang trung tâm là nhà bếp và ba phòng ngồi/ngủ. Ngoài ra, ngôi nhà bao gồm một nhà để xe, điều này rất lạ kỳ vì Truus không sở hữu một chiếc xe hơi nào cả. Khu vực sinh hoạt ở tầng trên, được tuyên bố là một căn gác đáp ứng đầy đủ các quy định về phòng cháy chữa cháy của các cơ quan quy hoạch, trên thực tế nó có thể tạo thành một khu vực mở lớn, ngoại trừ một nhà vệ sinh và phòng tắm riêng.